# Istituto per lo studio delle macromolecole
L'Istituto per lo Studio delle Macromolecole (ISMAC) è un istituto del Consiglio Nazionale delle Ricerche (CNR) che si occupa di catalisi, sintesi, relazione struttura-proprietà ed applicazioni di macromolecole sintetiche e naturali in elettronica, packaging e tessile.

L'ISMAC ha tre sedi: Milano, Biella e Genova.

## Storia
L'ISMAC è stato istituito a seguito della riforma del CNR con provvedimento ordinamentale del Presidente CNR n. 015648 del 13 settembre  accorpando l'Istituto di Chimica delle Macromolecole di Milano, l'Istituto di Studi Chimico-fisici di Macromolecole Sintetiche e Naturali di Genova e l'Istituto di Ricerca e Sperimentazione Laniera "O. Rivetti" di Biella. L'ISMAC è operativo dal 1º gennaio 2002 con sede a Milano e due sezioni a Biella e Genova.

A seguito della riforma del CNR del 2005 sono state abolite le sezioni degli Istituti e si è passati ad una gestione delle attività per commesse. Le attività delle sedi di Milano e Genova afferiscono al Dipartimento di Progettazione Molecolare, mentre le commesse di Biella al Dipartimento di Sistemi di Produzione.